# Böhl-Iggelheim
Böhl-Iggelheim est une commune allemande située en Rhénanie-Palatinat, dans l'arrondissement de Rhin-Palatinat.

## Histoire
| Appartenances historiques Palatinat du Rhin 1330-1410 Palatinat-Deux-Ponts 1410-1507 Palatinat du Rhin 1507-1797 République cisrhénane (Mont-Tonnerre) 1797-1802 République française (Mont-Tonnerre) 1802-1804 Empire français (Mont-Tonnerre) 1804-1813 Royaume de Bavière 1815-1918 République de Weimar 1918-1933 Reich allemand 1933-1945 Allemagne occupée 1945-1949 Allemagne 1949-présent |

## Villes Jumelées
- Wahagnies (France) depuis 1991
- Schlanders (Italie) depuis 2004